# Élections législatives est-timoraises de 2017
Les élections législatives est-timoraise de 2017 se déroulent le 22 juillet 2017. Elles sont remportées par le Front révolutionnaire pour l'indépendance du Timor oriental, dit Fretilin, qui arrive en tête au sein d'un parlement sans majorité et dont le chef Rui Maria de Araújo conserve un temps le poste de Premier ministre à la tête d'une grande coalition avec le Congrès national de reconstruction timoraise (CNRT), avant que ce dernier ne rejoigne finalement l'opposition, provoquant une mise en minorité du gouvernement qui donne lieu l'année suivante à des législatives anticipées.

## Contexte
Ces élections sont les premières depuis la fin des opérations de maintien de la paix des Nations unies en 2012. Le scrutin précèdent avait mené à une coalition formée du CNRT, du PD et du FM, forte de 40 sièges avec pour Premier ministre Xanana Gusmão,. En 2015 cependant, le CNRT et le Fretilin s'étaient entendus pour se répartir le pouvoir, Gusmão nommant pour successeur Rui Maria de Araújo, du Fretilin.

## Système électoral
Le Parlement national du Timor oriental est un parlement monocaméral composé de 65 députés élus pour cinq ans au scrutin proportionnel de liste dans une seule circonscription nationale. Les sièges sont répartis selon une méthode de la plus forte moyenne : la méthode d'Hondt. Le seuil électoral est porté de 3 à 4 % des suffrages par un amendement de la loi électorale peu avant les élections,. 
Alors que l'inscription sur les listes électorales est obligatoire, le vote ne l'est pas.

## Résultats
|                        |                                                                        |         |       |      |        |               |  |  |  |
| Partis                 | Partis                                                                 | Voix    | %     | +/-  | Sièges | +/-           |  |  |  |
|                        | Front révolutionnaire pour l'indépendance du Timor oriental (Fretilin) | 168 480 | 29,65 | 0,22 | 23     | 2             |  |  |  |
|                        | Congrès national de reconstruction timoraise (CNRT)                    | 167 345 | 29,46 | 7,20 | 22     | 8             |  |  |  |
|                        | Parti de libération du peuple (PLP)                                    | 60 098  | 10,58 | Nv.  | 8      | 8             |  |  |  |
|                        | Parti démocrate (PD)                                                   | 55 608  | 9,79  | 0,52 | 7      | 1             |  |  |  |
|                        | Kmanek Haburas Unidade Nasional Timor Oan (KHUNTO)                     | 36 547  | 6,43  | 3,46 | 5      | 5             |  |  |  |
|                        | Parti uni pour le développement et la démocratie (PUDD)                | 15 885  | 2,80  | Nv.  | 0      | en stagnation |  |  |  |
|                        | Union démocratique timoraise (UDT)                                     | 11 253  | 1,98  | 0,85 | 0      | en stagnation |  |  |  |
|                        | Frenti-Mudança (FM)                                                    | 8 849   | 1,56  | 1,55 | 0      | 2             |  |  |  |
|                        | Espoir pour la patrie (PEP)                                            | 6 775   | 1,19  | Nv.  | 0      | en stagnation |  |  |  |
|                        | Association monarchique populaire (APMT)                               | 5 461   | 0,99  | 0,15 | 0      | en stagnation |  |  |  |
|                        | Autres partis (11)                                                     | 30 761  | 5,55  | –    | 0      | –             |  |  |  |
|                        |                                                                        |         |       |      |        |               |  |  |  |
| Votes valides          | Votes valides                                                          | 568 070 | 97,27 |      |        |               |  |  |  |
| Votes blancs           | Votes blancs                                                           | 4 097   | 0,70  |      |        |               |  |  |  |
| Votes nuls             | Votes nuls                                                             | 11 711  | 2,03  |      |        |               |  |  |  |
| Total                  | Total                                                                  | 583 956 | 100   | –    | 65     | en stagnation |  |  |  |
| Abstention             | Abstention                                                             | 144 407 | 23,26 |      |        |               |  |  |  |
| Inscrits/Participation | Inscrits/Participation                                                 | 728 363 | 76,74 |      |        |               |  |  |  |

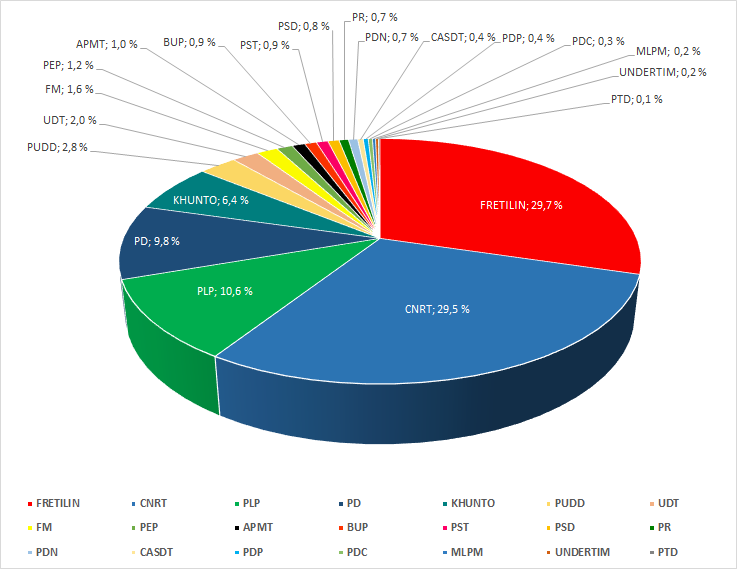
Répartition des voix
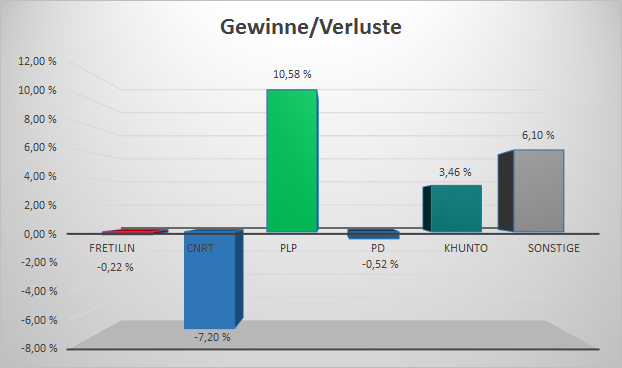
Évolution par rapport à 2012
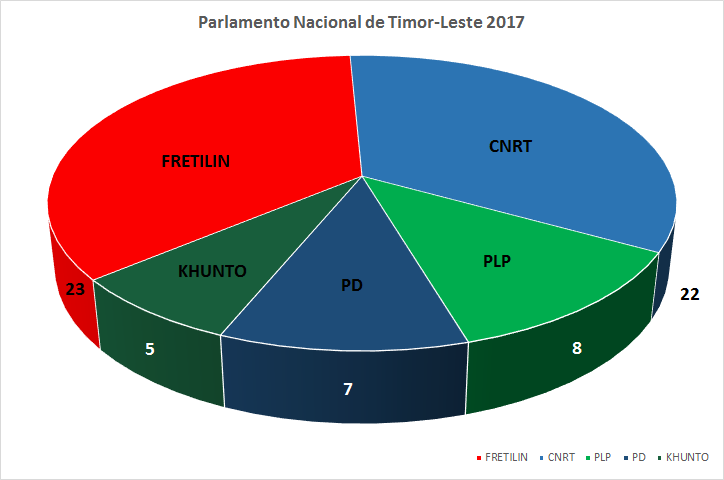
Répartition des sièges
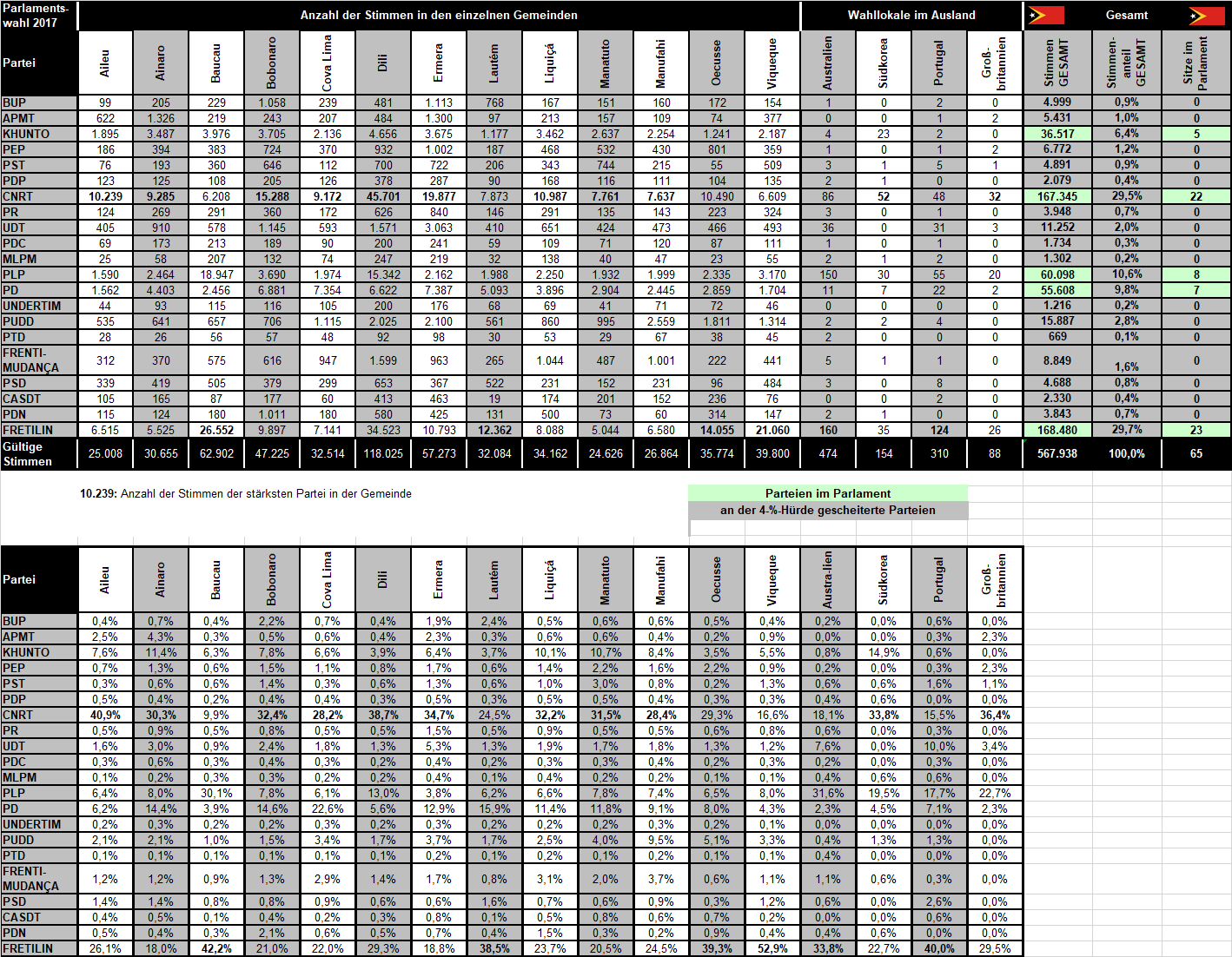
Résultats dans les municipalités

| ↓        |      |     |    |    |  |
| 23       | 22   | 8   | 7  | 5  |  |
| Fretilin | CNRT | PLP | PD | KH |  |

## Analyse et conséquences
Le parti de libération populaire (PLP) qui obtient huit sièges en se présentant pour la première fois aux élections est considéré comme le grand gagnant du scrutin, bien que le Fretilin conserve sa suprématie. Le CNRT en est le principal perdant en nombre de sièges.
Rui Maria de Araújo (Fretilin) conserverait ainsi son poste de Premier ministre, à la tête d'une grande coalition formée entre le Fretilin et le CNRT. Le PLP devenant le principal parti d'opposition au Timor.
Les négociations échouent cependant avec le retrait surprise du CNRT qui annonce se placer dans l’opposition, tandis que son dirigeant Xanana Gusmão se retire de la tête du parti. Marí Alkatiri, membre du Fretilin et Premier ministre de 2002 à 2006, est choisi comme Premier ministre en coalition avec le Parti démocrate (PD). Cette formation ne totalise cependant que trente sièges, manquant de peu la majorité absolue de 33 sièges au parlement national. Mis en minorité, le gouvernement échoue alors à plusieurs reprises à faire voter le budget. Devant le constat d'un blocage institutionnel, le Président Francisco Guterres dissout le parlement le 26 janvier 2018 et convoque des élections législatives anticipées pour le 12 mai 2018.